# طب النانو
يمثل  طب النانو (بالإنجليزية: Nanomedicine)‏ تلك التطبيقات الطبية لتقنية النانو. وتتنوع مجالات الطب النانوي من مجموعة التطبيقات الطبية للمواد النانوية، وأجهزة الاستشعار الإلكترونية النانوية، إلى التطبيقات المستقبلية المتاحة للتقانة النانوية الجزيئية. إلا أن المشكلات الحالية التي تواجه الطب لنانوي كثيرة، تنطوي أهمهأعلى فهم القضايا المتصلة بعلم السموم النانوي والأثر البيئي للمواد النانومترية الحجم.
وتتلقى أبحاث الطب النانوي تمويلا من معاهد الصحة الوطنية الأمريكية.وتجدر الإشارة إلى أن تمويل الخطة الخمسية في عام2005 استهدف إقامة أربعة مراكز لطب النانو. وفي أبريل 2006، قدرت مجلة مواد الطبيعة أنه قد تم تنمية وتطوير نحو 130 دواء قائم على التقانة النانوية بالإضافة إلى أنظمة توصيل الدواء كذلك عبر أرجاء العالم أجمع.

## نظرة عامة
يهدف طب النانو إلي توفير مجموعة قيمة من الأدوات البحثية بالإضافة إلى العديد من الأجهزة العلاجية المفيدة في المستقبل القريب. كما تتوقع مبادرة التقانة النانوية الوطنية The National Nanotechnology Initiative العديد من التطبيقات التجارية في مجال صناعة الدواء pharmaceutical industry والتي قد تتضمن أنظمة توصيل الدواء المتقدمة، العلاجات الجديدة، والتصوير إن فيفو in vivo imaging. كما تعد كلٌ من الواجهات التفاعلية الإلكترونية العصبية والمستشعرات الأخرى القائمة على الإلكترونيات النانوية هدفاً آخر للأبحاث في مجال تقنية الطب النانوي. وبالإضافة إلى المزيد من التفاصيل في الأسفل، فيؤمن مجال الدراسة المستقبلية «التقانة النانوية الجزيئية» أن آلات إصلاح الخلية قد تحدث ثورة متوقعة في المجال الطبي.
كما يعد طب النانو مجالاً واسعاً للصناعة، حيث وصلت مبيعاته إلى ما يقارب 6.8 مليار دولار أمريكي خلال عام 2004. ويضم ذلك المجال أكثر من 200 شركة و38 منتج عبر أرجاء العالم، بتمويلٍ لا يقل عن 3.8 مليار دولار أمريكي تستثمر في مجالي البحث والتنمية سنوياً. فمن المتوقع مع استمرار نمو صناعة طب النانو، أن يكون لها تأثيرها الهام على الاقتصاد العالمي.

## الاستخدام الطبي للمواد النانوية

### توصيل الدواء
ترتكز المدخلات الطبية النانوية لعملية توصيل الدواء على تطوير الجسيمات أو الجزيئات نانوية القياس بهدف تحسين التوافر الحيوي للدواء. يشير مصطلح التوافر الحيوي bioavailability إلى تواجد جزيئات الدواء في المكان المطلوب تواجدها فيه داخل الجسم البشري وحيث تكون الفائدة منها أفضل. وتركز عملية توصيل الدواء على زيادة التوافر الحيوي سواءً بالأماكن الخاصة داخل الجسم وعلى مدار مدة زمنية معينة. ويمكن تحقيق ذلك بصورةٍ متوقعة من خلال الاستهداف الجزيئي molecular targeting باستخدام الأجهزة المهندسة نانوياً. فالأمر كله يدور حول استهداف الجزيئات وتوصيل الدواء مع مراعاة دقة الخلية المستهدفة من العملية. مع ملاحظة أن أكثر من 65 مليار دولار أمريكي تضيع سنوياً بسبب ضعف التوافر الحيوي للأدوية. كما يتم تطوير الآلات والأجهزة بذلك المجال الخاص بالتصوير الحيوي (In vivo) والذي يعد مجالاً آخراً من مجالات البحث والتطوير في طب النانو. وقد تكون الطرق الجديدة للمواد المهندسة نانوياً، والتي تم تطويرها، فعالة معالجة الأمراض ومنها السرطان. إلا أن ما يستطيع علماء النانو تحقيقه في المستقبل يفوق جميع التخيلات الحالية. وقد يتحقق هذا من خلال الأجهزة النانوية المتكافئة حيوياً biocompatible والمجموعة ذاتياً self-assembled والتي سيكون لها القدرة على استكشاف وتقويم ومعالجة بالإضافة إلى تقديم التقارير للطبيب المعالج بصورةٍ تلقائيةٍ آليةٍ.
هذا بالإضافة إلى أن أنظمة توصيل الدواء وكذلك الجسيمات النانوية البوليمرية أو الليبيدية الدهنية قد يتم تصميمها لتحسين الخصائص الدوائية والعلاجية للأدوية. وتتمثل قوة أنظمة توصيل الدواء في قدرتها على تغيير الحركيات الدوائية pharmacokinetics والتوزيع الحيوي للدواء داخل الأعضاء. من جهة أخرى، تُعد تكنولوجيا البلورات النانوية حلاً لتحسين ذوبانية الأدوية غير القابلة للذوبان عن طريق تقليل حجم البلورات إلى مقياس النانو، مما يعزز امتصاصها واحتباسها في الأنسجة المخاطية، وتسمح بأشكال مختلفة من الجرعات مثل الكبسولات.  أما العلاجات النانوية القائمة على البروتينات فتتميز بتوافقها الحيوي وقابليتها للتحلل وتوفرها من مصادر متجددة. توفر بروتينات مثل الألبومين الكولاجين مواقع فريدة لربط الأدوية. مثال بارز على ذلك هو العلاج الكيميائي (Nab-paclitaxel (Abraxan، الذي يستخدم بروتين الألبومين لتحسين فاعلية الدواء دون الحاجة لمذيبات سامة، مما يقلل من الآثار الجانبية. وأخيرًا، تُستخدم الجسيمات النانوية غير العضوية لخصائصها المتعددة في التصوير والعلاج. فقد حصلت جسيمات أكسيد الحديد على موافقات للاستخدام السريري كمادة تباين في التصوير بالرنين المغناطيسي، بينما تُجرى أبحاث على جسيمات الذهب لاستكشاف إمكانياتها في تعزيز العلاج الإشعاعي والعلاج الحراري الضوئي، مع بقاء السُمّية على المدى الطويل عائقًا أمام استخدامها على نطاق واسع. كما أنه توجد للجسيمات النانوية مجموعة من الخصائص الغير تقليدية والتي تستخدم لتحسين عملية توصيل الدواء. وفي الوقت الذي يتم فيه تنقية الجسد من الجسيمات الأكبر، فإن للخلايا القدرة على حمل هذه الجسيمات النانوية بسبب أحجامها. كما تم تطوير آليات توصيل الدواء ومنها القدرة على الحصول على الدواء من خلال أغشية الخلية وكذلك داخل هَيُولَى الخَلِيَّة أو سيتوبلازم الخليةCytoplasm. وللكفاءة أهميتها حيث أن العديد من الأمراض تعتمد على العمليات داخل الخلية ولا يمكن إعاقتها إلا من خلال الأدوية التي تشق طريقها إلى داخل الخلية. وتكون الاستجابة المثارة أحادية المسار لجزيئات الدواء لتستخدم بصورةٍ أكثر فعالية. حيث يتم وضع الأدوية داخل الجسم ويتم تنشيطها على مواجهة إشارةٍ معينةٍ. على سبيل المثال، يتم إحلال دواء ذا قدرة ضعيفة على الذوبان في المحلول بنظام توصيل دواء حيث تتواجد كلتا البيئتين المائية وغيرها (hydrophilic and hydrophobic environments)، مما يحسن من القدرة الذوبانية للدواء. هذا بالإضافة إلى أن الدواء قد يسبب تلف الأنسجة، إلا أنه مع نظام توصيل الدواء، فإن عملية انتشار وانبعاث الدواء المنظمة قد تلغي وتمحو تلك المشكلة. فلو تم تنقية الجسد من الأدوية بسرعة كبيرة، فقد يجبر هذا المريض على استخدام جرعاتٍ أكبر من تلك الأدوية، إلا أنه ومع عملية التطهير الدوائي القائمة على أنظمة توصيل الدواء، يمكن الإقلال من تلك الجرعات الدوائية التي يتناولها المرء منبهاً الحرائك أو الحركيات الدوائية للدواء. ففي الوقت ذاته يعد التوزيع الحيوي للدواء مشكلةً تؤثر على الأنسجة الطبيعية عبر التوزيع عريض المدى، إلا أن الذرات المادية بأنظمة توصيل الدواء تقلل من كم التوزيع وتقلص من التأثير الواقع على النسيج الغير مستهدف. ومن المتوقع أن تعمل الأدوية النانوية من خلال مجموعة من الآليات المحددة بدقة ومفهومة بصورةٍ واضحةٍ؛ حيث سيكون أحد تلك التأثيرات الناجمة عن تقنية النانو وعلوم النانو متمثلاً في تطوير أدويةٍ جديدةٍ تماماً ذات أداءٍ أكثر فائدةٍ وأقل ضرراً منناحية أعراضه الجانبية.

## توصيل البروتين والببتيد
للبروتين والببتيد Protein and peptides العديد من الأدوار الحيوية داخل الجسم البشري، حيث تم اكتشاف قدرتهما الكامنة على علاج العديد من الأمراض والاضطرابات. وقد عُرِفت تلك الجزيئات الكبيرة نسبياً macromolecules باسم الأدوية الحيوية biopharmaceuticals. حيث أصبحت عملية التوصيل سواءً المستهدفة و/ أو المضبوطة لهذه الأدوية باستخدام المواد النانوية ومنها الجسيمات النانوية مجالاً ناشئاً يُطلق عليه علم الأدوية الحيوية النانوية nanobiopharmaceutics، ومن ثم فقد أُطلق على تلك المنتجات ادوية حيوية نانوية nanobiopharmaceuticals.

### السرطان

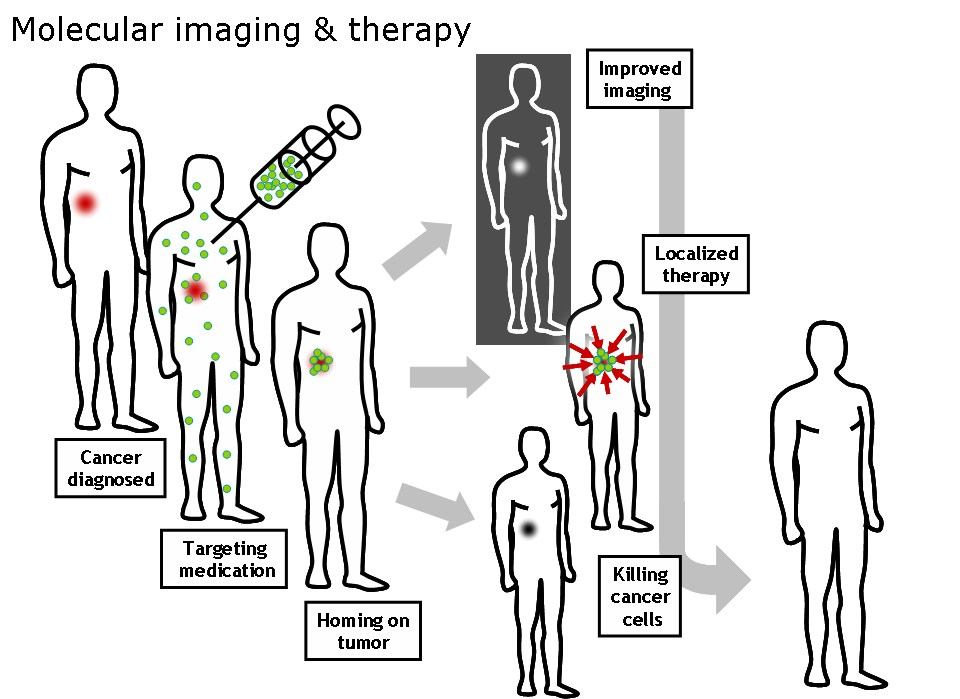
رسم تخطيطي توضيحي يشرح كيفية استخدام الجسيمات النانوية أو أدوية السرطان الأخرى لعلاج السرطان.

في حين يمنح الحجم الصغير للجسيمات النانوية خصائصاً قد تمثل فائدةً كبيرةً في علم الأورام أو الأنكولوجي oncology. وبصورةٍ خاصةٍ في مجال التصوير. فعندما تُستخدم النقاط الكمومية Quantum dots (جسيمات نانوية ذات خصائصٍ حابسةٍ، ومنها انبعاث الضوء الانضباطي الحجم size-tunable light emission) مصاحبةً للتصوير بالرنين المغناطيسي MRI، يمكن الحصول على صوراً استثنائيةً لمواقع الأورام. حيث أن تلك الجسيمات النانوية تكون أكثر بريقاً من الأصباغ العضوية ولا تحتاج سوى إلى مصدر ضوءٍ واحدٍ فقط للإثارة والتوهج. وهذا يعني أن استخدام نقاط الفلوريسينت الكمومية تننتج صوراً أكثر تبايناً وبتكلفةٍ أقل عن الأصباغ العضوية المستخدمة في يومنا هذا كوسيطٍ للتباين أو ما يطلق عليه المادة المظللة contrast media. إلا أن الجانب السلبي في ذلك الأمر على الرغم من ذلك يتمثل في أن تلك النقاط الكمومية غالباً ما تصنع من عناصر سامة تماماً.
كما تسمح خاصية أخرى نانوية والمتمثلة في ارتفاع نسبة مساحة السطح إلى نسبة الحجم، باتصال العديد من المجموعات الوظيفية وارتباطها بالجسيم النانوي، والذي قد يسعى إلى الارتباط ببعض الخلايا السرطانية. هذا بالإضافة إلى الحجم الصغير للجسيمات النانوية (من 10 إلى 100 نانومتر) يسمح لتلك الجسيمات بالتجمع بصورةٍ تفضيليةٍ في مواقع الأورام (بسبب أن الأورام تفتقر إلى نظام فعال للتصريف الليمفاوي an effective lymphatic drainage system). ويتمثل أحد الأسئلة البحثية المثيرة في كيفية الاستفادة من هذه الجسيمات النانوية المستخدمة في التصوير في علاج الأورام السرطانية. وللحظة نتساءل، هل من الممكن تصنيع وإنتاج جسيمات نانوية متعددة الوظائف والتي يكون لها القدرة على اكتشاف وتصوير والتقدم لمعالجة ذلك الورم؟ ويمثل ذلك اتساؤل محور أبحاثٍ وتحقيقاتٍ نشطةٍ؛ حيث قد تحدد الإجابة على ذلك التساؤل ملامح مستقبل علاج السرطان. وقد أوشكت تقنية علاجية جديدة للسرطان أن تحل ذات يومٍ محل العلاج الإشعاعي والكيميائي في علاج الأورام السرطانية. حيث ربطت طريقة Kanzius RF العلاجية الجسيمات النانوية المجهرية بالخلايا السرطانية ثم «طهى» الأورام داخل الجسم باستخدام موجات الراديو ثم قام بتسخين الجسيمات النانوية والخلايا (السرطانية) المجاورة فقط.
ولرقائق اختبار المستشعر والمحتوية على الآلاف من الأسلاك النانوية القدرة على اكتشاف البروتينات بالإضافة غلى المؤشرات الحيوية الأخرى والتي تخلفها الأورام السرطانية، بالإضافة إلى قدرتها على اكتشاف وتشخيص السرطان في المراحل المبكرة بواسطة بضع نقاط من دم المريض.
وتعتمد النقطة الرئيسية لاستخدام تقنية توصيل الدواء على ثلاثة حقائقٍ هي: 1) التغليف الكفء للأدوية، 2) توصيلٍ ناجح للأدوية الموصوفة إلى المناطق المستهدفة بالجسم، و3) الانطلاق الناجح للدواء بتلك المنطقة.
وقد أجرى الباحثون بجامعة رايس بحثاً تحت إشراف البروفيسور «جينيفر ويت» حول استخدام قشور نانوية مقياسها 120 نانومتر ومطلية بالذهب لقتل الأورام السرطانية بالفئران. ويكون الهدف من استخدام تلك القشور النانوية الارتباط بالخلايا السرطانية من خلال توحيد وربط الأجسام المضادة أو الببتيد بسطح القشرة النانوية. وينتج عن تعريض تلك المنطقة المصابة بالورم السرطاني إلى الاشعة باستخدام أشعة الليزر تحت الحمراء والتي تخترق اللحم بدون تسخينه، تسخين الذهب بدرجةٍ كافيةٍ ليسبب موت الخلايا السرطانية.
هذا بالإضافة إلى اختراع جون كانزيزس لآلة تردداتٍ لاسلكيةٍ والتي تستخدم مزيجاً من الموجات اللاسلكية وجسيمات الكربون أو الذهب النانوية لتدمير الخلايا السرطانية.
تتوهج الجسيمات النانوية لسيلينيد الكادميوم cadmium selenide (نقاط كمومية quantum dots) عندما تتعرض لإضاءة فوق بنفسجية. حيث تتسرب وتسيل إلى داخل الأورام السرطانية عندما يتم حقنها. ومن ثم يستطيع الجراح رؤية الورم المتوهج، ويستخدم ذلك التوهج كمرشدٍ له لإزالة الورم بدقةٍ أكبر.
كما آمن أحد العلماء بجامعة ميتشجن، جيمس بيكر أنه اكتشف طريقةً كافيةً وناجحةً لتوصيل الأدوية المعالجة للسرطان والتي تعد أقل ضرراً على المناطق المحيطة داخل الجسم. حيث طور بيكر تقانة نانوية والتي تقوم أولاً بتحديد موقع ثم بعد ذلك إزالة الخلايا السرطانية. حيث نظر إلى جزيء يُطلق عليه (ديندريمر dendrimer). حيث يتسم هذا الجزيء بوجود مئة خطاف على سطحه والتي تسمح له بالارتباط بالخلايا داخل الجسم للعديد من الأسباب. ثم قام بيكر بوصل حمض الفوليك ببعضٍ من تلك الخطاطيف (حيث تستقبل خلايا الجسم حمض الفوليك هذا وهو عبارة عن فيتامين). ونتيجة أن للخلايا السرطانية مستقبلاتٍ أكثر من الخلايا الطبيعية داخل الجسم للفيتامين، فإن جزيء الديندريمر dendrimer والمحمل بالفيتامين يتم امتصاصه بواسطة تلك الخلية السرطانية. في حين قام بيكر بربط باقي خطاطيف الديندريمر بعلاجاتٍ مضادة للسرطان والتي سيتم امتصاصها مع امتصاص الديندريمر داخل الخلية المسرطنة، مما يسفر عن توصيل دواء السرطان إلى داخل الخلية السرطانية دون أي مكنٍ آخرٍ (Bullis 2006).
ومن الملاحظ أنه في المعالجة بالديناميكا الضوئية، يتم وضع جسيم داخل الجسم ويضاء بضوءٍ من الخارج. حيث يمتص الجسيم الضوء، ولو كان الجزيء معدناً، فالطاقة الصادرة من الضوء تقوم بتسخين الجسيم والنسيج المحيط كذلك. كما يتم الاستفادة من الضوء كذلك في إنتاج جزيئات الأوكسجين عالية الطاقة والتي ستتفاعل كيميائياً مع معظم الجزيئات العضوية المجاورة لها وتدمرها (ومنها الأورام). ولهذا العلاج جاذبيته لعدة أسباب. فهو لا يترك أية «محاولةٍ سامةٍ» للجزيئات التفاعلية خلال الجسم (العلاج الكيميائي)، ذلك لأنها موجهة فقط حيث يلمع الضوء وتتواجد الجسيمات. وللمعالجة بالديناميكا الضوئية قدرتها الغير توسعية للتعامل مع الأمراض والنمو والأورام.

### الجراحة
كما استخدم في جامعة رايس (لحام اللحم) بهدف دمج قطعتين من لحوم الدجاج إلى قطعةٍ واحدةٍ. حيث دمجت القطعتين من لحم الدجاج بالتلامس، من خلال تقطير سائلٍ أخضرٍ يحتوي على قشور نانوية مطلية بالذهب على طول خط التماس بين القطعتين. ثم تلى ذلك توجيه أشعة الليزر تحت الحمراء على طول خط التماس كذلك، مما يؤدي إلى تلاحم كلا القطعتين عند خط تماسهما معاً. وهذا قد يحل صعوبات تدفق الدماء الناجمة عن محاولة الجراح إعادة تقطيب الشرايين التي كانت قد قُطعت من المريض أو المريضة أثناء إجراء زراعة كلى أو قلب له أو لها. حيث يستطيع لحام اللحم ذلك لحم الشريان بدقةٍ متناهيةٍ وبصورةٍ تامةٍ.

### التصوير
تساعد حركة تتبع المسار على تحديد مدى جودة توزيع الأدوية وكيفية التمثيل الجيد للمواد. حيث أنه من الصعب تتبع مجموعة صغيرة من الخلايا داخل الجسم، ومن ثم اعتاد العلماء صبغ الخلايا. كما تتطلب تلك الصبغات أن يتم إثارتها بواسطة ضوء طول موجي محدد بهدف دفع تلك الصبغات للإضاءة. وفي الوقت الذي تمتص فيه العديد من الصبغات مختلفة الألوان ترددات متنوعة من الضوء، فقد ظهرت الحاجة إلى استخدام مصادر متعددة للضوء كالخلايا. وتتمثل إحدى الطرق المستخدمة للتغلب على تلك المشكلة في البقايا المنيرة. وتلك البقايا عبارة عن نقاط كمومية متصلة بالبروتينات والتي لها القدرة على اختراق أغشية الخلية. ويمكن تصنيع تلك النقاط عشوائية الحجم من مواد خاملة حيوية bio-inert material، والتي تتسم بأحجامها النانوية حيث يعتمد اللون على الحجم، ومن ثم يتم انتقاء الأحجام، لذلك يمثل تردد الضوء (المستخدم لإنتاج مجموعةٍ من فلوريسنت النقاط الكمومية) مجموعةً فرديةً من الترددات المطلوبة لجعل مجموعة أخرى تتوهج وتلمع. ثم يمكن إضاءة كلتا المجموعتين باستخدام مصدر ضوئي واحد.

### استهداف الجسيم النانوي
من الملاحظ أن الجسيمات النانوية تمثل مجالاً واعداً للتقدم في حقلي توصيل الدواء والتصوير الطبي بالإضافة إلى عملها كمستشعراتٍ تشخيصيةٍ. إلا أنه على الرغم من ذلك فإن التوزيع الحيوي لتلك الجسيمات النانوية ما زال غير معلوم بسبب صعوبة استهداف أعضاءٍ محددةٍ بالجسم. في حين أظهرت دراسة حديثة أجريت على الأجهزة الإخراجية للفئران أن قدرة مركَّبات الذهب في استهداف أعضاءٍ محددةٍ تعتمد على حجمها وشحنتها. ومن ثم فيتم طلاء تلك الجسيمات النانوية بدندريمر dendrimer ويتم إعطائها شحنة محددة سواءً أكانت شحنةً إيجابيةٍ أم سلبيةٍ. حيث وجد أن جسيمات الذهب النانوية موجبة الشحنة تخترق وتنفذ إلى الكلى في حين تبقى جسيمات الذهب النانوية سالبة الشحنة بالكبد والطحال. فقد افتُرِض أن شحنة السطح الموجبة تقلل معدل تطويق (osponization: وهي تعني طلاء الكائنات الدقيقة بالأجسام المضادة لتتعرف عليها البالعات) الجسيمات النانوية داخل الكبد، ومن ثم تؤثر على مسار الإخراج. حتى لو كان حجمها يصل نسبياً إلى 5 نانومترات، فإن هذه الجزيئات قد تتجزء داخل الأنسجة الخارجية أو السطحية، ومن ثم تتجمع داخل الجسم مع مرور الوقت. كما أثبت التقدم في الدراسات البحثية أن عمليتي الاستهداف والتوزيع تتزايد مع استخدام الجسيمات النانوية، في حين تعد مخاطر التسمم النانوي الخطوة التالية في الإدراك والوعي المستقبلي لاستخداماتها الطبية.

## التواصل الإلكتروني العصبي
يمثل التواصل العصبي الإلكتروني هدفاً مرئياً يتناول بنية الأجهزة النانوية والتي ستسمح بتوصيل الحاسوب وربطه بالجهاز العصبي. وتتطلب تلك الفكرة بناء هيكل جزيئي يسمح باكتشاف وضبط النبضات العصبية بواسطة جهاز حاسوب خارجي. حيث تستطيع أجهزة الحاسوب تفسير وتسجيل والاستجابة للإشارات التي يصدرها الجسم عندما يستشعر أحاسيسٍ مختلفة. ويتزايد الطلب بكمية ضخمة على تلك البنية بسبب أن العديد من الأمراض تتضمن اضمحلال وانهيار الجهاز العصبي (ومنها مرض التصلب الجانبي التحللي amyotrophic lateral sclerosis (ALS) ومرض التصلب المتعدد multiple sclerosis (MS)) كما قد تُضعف الكثير من الاصابات والحوادث الجهاز العصبي مما يسفر عن اختلال النظم والشلل النصفي. فلو استطاعت أجهزة الحاسوب السيطرة على الجهاز العصبي من خلال وجهات التفاعل العصبي الإلكترونية، يمكن التحكم في المشكلات التي تُضعف الجهاز العصبي ومن ثم يمكن التغلب على تأثيرات الأمراض والإصابات. وهنا يجب وضع في الاعتبار توفير عاملين عند اختيار مصدر الطاقة لمثل تلك التطبيقات، يتمثلان في استراتيجيات قابلة لتمويل الوقود المستمر وغير قابلة للتمويل. فالاستراتيجية القابلة لتمويل الوقود refuelable strategy تعني أن الطاقة يتم ملئها باستمرار أو بشكلٍ دوريٍ بالمصادر الصوتية، الكيميائية، المغناطيسية، والكهربائية. في حين تعني الاستراتيجية الغير قابلة للتمويل بالوقود nonrefuelablestrategy أن كل القوى تُستمد من تخزين الطاقة الداخلية internal energy storage والتي ستتوقف عندما تستنفذ الطاقة.
إلا أن أحد قيود ذلك الاختراع يتمثل في حقيقة أن واجهة التفاعل الكهربائية هي مسألة ممكنة. حيث تستطيع كلٌ من المجالات الكهربائية، النبضات الكهرومغنناطيسية electromagnetic pulses (EMP والمجالات الأخرى الناجمة عن استخدام الأجهزة الكهربائية الحيوية (إن فيفو: in vivo) أن تسبب كلها واجهات تفاعلٍ وتواصلٍ. هذا بالإضافة إلى أنه مطلوب تواجد عوازلٍ سميكةٍ بهدف منع تسرب الإلكترونات، كما أنه لو ارتفعت موصلية conductivity الوسيط الحيوي (إن فيفو) فستوجد مخاطرة في فقدان أوقصور مفاجيء في الطاقة. وفي النهاية، مطلوب توفير أسلاكٍ سميكةٍ لتوصيل مستويات الطاقة الضرورية بدون زيادة معدلات التسخين. وعلى الرغم من توافر الأبحاث في المجال، إلا أن تقدماً محدوداً فقط هو ما تم تحقيقه. حيث أنه من الصعب تكوين شبكة اسلاكٍ للهيكل أو البنية نسبب أنه يجب وضعها بدقةٍ داخل الجهاز العصبي ليصبح قادراً على التحكم والاستجابة للإشارات العصبية. كما أنه يجب أن تكون الهياكل أو البنيات التي تمثل واجهة التفاعل والتواصل تلك متوافقة مع الجهاز المناعي للجسم ومن ثم تصبح قادرة على البقاء والتواجد لمدةٍ طويلةٍ بدون التأثر داخل ذلك الجسم. هذا بالإضافة إلى أنه يجب أن تشعر تلك الهياكل بالتيارات الأيونية بالإضافة إلى قدرتها على جعل التيارات تتدفق عائدةً للخلف. وفي حين أن إمكانيات تلك الهياكل أو البنيات تعد مذهلة ومدهشة، إلا أنه لا يوجد جدولٌ زمني ليحدد متى ستكون متاحة في المستقبل.

## التطبيقات الطبية للتقنيه النانوية الجزيئية
يمثل علم التقانة النانوية الجزيئية إحدى مجالات الدراسة الفرعية المستقبلية لعلم التقانة النانوية والذي يهتم بإمكانية هندسة المجمعات الجزيئية، وهي تلك الآلات التي تعيد تنظيم وترتيب المادة على المقياس الجزيئي أو الذري. إلا أن علم التقانة النانوية الجزيئية يتسم بأنه نظري بدرجةٍ عاليةٍ، حيث يسعى إلى توقع ماهية الاختراعات التي قد تُقَدَم في مجال التقانة النانوية بالإضافة إلى أنه يقترح أجندة عمل للتسؤلات المستقبلية. هذا بالإضافة إلى أن العناصر المقترحة لعلم التقانة النانوية الجزيئية ومنها المجمِّعات الجزيئية وروبوتات النانو بعيدة جداً عن الإمكانيات والقدرات الحالية.

### روبوتات النانو
يقول الدعاة أن المزاعم المتوقعة والمحتملة حول إمكانية استخدام بروبوتات النانو  في المجال الطبي ستغير من عالم الطب في حال تم تحقيقها. حيث سيستفيد طب النانو  من مثل تلك الروبوتات النانوية (ومنها على سبيل المثال؛ الجينات المحوسبة Computational Genes)، من خلال وضعها بالجسم بهدف إصلاح أو اكتشاف الأضرار والعدوى التي يتعرض لها الجسم. وطبقاً لما أورده روبرت فريتس Robert Freitas والعامل بمعهد التصنيع الجزيئي، فإن الروبوت النانوي النموذجي المتحمل للدم يصل حجمه إلى ما بين 0.5-3 ميكروميتر، ذلك لأن هذا الحجم يعد أقصى حجم متاح نتيجة متطلبات ممر الشعيرات الدموية للسماح له بالمرور. وقد يصبح الكربون العنصر الأساسي والمستخدم في بناء تلك الروبوتات النانوية نتيجة قوته الداخلية الكامنة والعديد من الخصائص الأخرى لبعض أشكال الكربون (مركبات الألماس والفوليرين، هذا بالإضافة إلى أن روبوتات النانو تلك سيتم تصنيعها بمصانع سطح المكتب النانوية  والمخصصة لذلك الغرض.
ويمكن ملاحظة ومتابعة عمل الأجهزة النانوية داخل الجسم باستخدام أشعة الرنين المغناطيسي، خاصةً لو كانت تم تصنيع مكوناتها باستخدام ذرات الكربون (13) 13C atoms بدلاً من نظير الكربون (12) الطبيعي natural 12C isotope of carbon، حيث أنه لا توجد لحظة صفرية مغناطيسية ذرية للكربون (13) 13C. حيث سيتم أولاً حقن الأجهزة النانوية الطبية إلى داخل الجسم البشري، ثم ستذهب إلى محل عملها بعد ذلك داخل عضوٍ محددٍ أو كتلة نسيجٍ معينةٍ. وسيتحكم الطبيب بالتقدم، وسيتأكد أن الجهاز النانوي الطبي قد وصل إلى هدفه ووجهته المحددة بالمنطقة المخصصة للعلاج. كما أن الطبيب سيكون حينئذٍ قادراً على مسح منطقةٍ كاملةٍ من الجسد، وسيرى في ذلك الوقت الجهاز النانوي وهو ملتف حول هدفه (كتلة ورم أو أي شيءٍ آخر) ومن ثم يستطيع التأكد أن ذلك الإجراء كان موفقاً.

### آلات إصلاح الخلية
يستطيع الأطباء تشجيع الأنسجة على إصلاح نفسها فقط من خلال باستخدام الأدوية والجراحة. إلا أنه مع استخدام الأجهزة الجزيئية، ستتوفر العديد من الفرص لعمليات الإصلاح المباشرة. حيث ستعتمد تقنية إصلاح الخلية على نفس المهام التي أثبتت الأجهزة الطبيعية أنها قادرة على أدائها. فالوصول إلى الخلية أصبح ممكناً نتيجة أن علماء الأحياء استطاعوا غرس الإبر داخل الخلايا بدون قتلها. ومن ثم أصبحت الأجهزة الجزيئية قادرة على دخول الخلية. وكذلك، أظهرت كل التفاعلات الحيوية الكيميائية biochemical interactions الخاصة أن الأنظمة الجزيئية تستطيع التعرف على الجزيئات الأخرى باللمس، وكذلك تستطيع بناء وإعادة بناء كل جزيء داخل الخلية، كما أنها قادرة على تفريق الجزيئات المصابة والتالفة. وفي النهاية أثبتت الخلايا التي تحل محل القديمة أن الأنظمة الجزيئية تجمع كل نظام وجد بالخلية. ومن ثم، فمنذ أن أدارت الطبيعة العمليات الأساسية المطلوبة لأداء عملية إصلاح الخلية على المستوى الجزيئي، فإنه في المستقبل، يمكن بناء الأنظمة القائمة على الأجهزة النانوية والتي عندها القدرة على دخول الخلايا، والإحساس بالفروق بين الخلايا المريضة عن تلك الخلايا الصحية السليمة ومن ثم القيام بالتعديلات المرغوبة في البنية الهيكلية.
ومن هنا تعد إمكانيات الرعاية الصحية لتلك الآلات الإصلاحية مبهرة وجذابة. ومقارنةً بأحجام الفيروسات والبكتريا، فإن أجزائها المدمجة ستسمح لها لتصبح أكثر تعقيداً. وسيتم تخصيص الآلات المبكرة. وبما أنها تفتح وتغلق أغشية الخلية أو تسافر عبر النسيج وتدخل الخلايا والفيروسات، فإن الآلات وحدها ستكون قادرة على تصحيح خللاً جزيئياً واحداً مثل تلف الحامض النووي DNA أو نقص كفاءة الإنزيم. ومؤخراً، فإن آلات إصلاح الخلية ستكون قابلة للبرمجة والتزود بالمزيد من القدرات بمساعدة أنظمة الذكاء الاصطناعي المتقدمة advanced AI systems.
وهنا ستكون الحواسب النانوية Nanocomputers مطلوبة لإرشاد تلك الآلات. حيث ستقوم تلك الحواسب النانوية بتوجيه الآلات للمناطق حيث ستقوم بفحص والمشاركة وإعادة بناء الهياكل أو البنيات الجزيية التالفة. ومن ثم ستصبح آلات إصلاح الخلية قادرة على إصلاح كامل الخلايا من خلال عمل أو إصلاح هيكل بعد هيكل. ثم العمل بعد ذلك خليةٍ بعد خليةٍ ثم نسيجٍ بعد نسيجٍ على التسلسل، ومن ثم سيتم إصلاح كامل الأعضاء. وفي النهاية، من خلال العممل على عضو بعد عضو، فسيتم استعادة الصحة لجسم الإنسان. وهذا يؤدي إلى إعادة إصلاح الخلايا التالفة والتي وصلت لنقطة عدم القدرة على التفاعل بعد ذلك، ذلك بسبب قدرة وكفاءة الآلات الجزيئية على بناء الخلايا من الخدش. نتيجةً لذلك، تعد آلات إصلاح الخلية آلات خالية من العقارات والأدوية، حيث تعتمد على إستراتيجية الإصلاح الذاتي بمفردها.

## علم أمراض الكلى النانوي
علم أمراض الكلى النانوي Nanonephrology هو أحد فروع طب النانو والتقانة النانوية والذي يتناول كلاً من: 1) دراسة بنيات بروتين الكلى على المستوى الذري، 2) مداخل وأساليب التصوير النانوي لدراسة العمليات الخلوية داخل خلايا الكلى، و 3) العلاجات الطبية النانوية والتي تستخدم الجسيمات النانوية بالإضافة إلى معالجة مختلف أمراض الكلى. كما أن عملية تصنيع واستخدام المواد والأجهزة على المستوى الجزيئي والذري والتي تستخدم لتشخيص وعلاج أمراض الكلى تعد من مجالات علم أمراض الكلى النانوي Nanonephrology والتي ستلعب دوراً فعالاً علاج المرضى الذين يعانون من أمراض الكلى في المستقبل. هذا بالإضافة إلى أن الإنجازات المتقدمة في مجال علم أمراض الكلى النانوي ستُبنى على الاكتشافات في تلك المجالات السابق ذكرها والتي توفر معلومات نانوية حول الآلية الجزيئية الخلوية والمدمجة في عمليات الكلى الطبيعية بالإضافة إلى الحالات المرضية المختلفة. ومن خلال تفهم واستيعاب الخصائص الفيزيائية والكيميائية للبروتينات والجزيئات الماكرو الأخرى على المستوى الذري بالعديد من الخلايا المختلفة بالكلى، يمكن تصميم مدخلات علاجية جديدة لتتنافس في علاج أمراض الكلى الرئيسية. وتعد الكلى الصناعية النانوية هدفاً يحلم العديد من الأطباء بتحقيقه. وستسمح الإنجازات الهندسية النانوية المتقدمة بتصنيع الروبوتات النانوبة التي يمكن برمجتها والتحكم فيها والتي تهدف إلى تنفيذ وإنجاز إجراءاتٍ علاجيةٍ وبنائية داخل الكلى البشرية على المستويات الخلوية والجزيئية. كما أن تصميم الهياكل النانوية والمتوافقة مع خلايا الكلى والتي يكون لها القدرة على إجراء العمليات في الحيوية in vivo بصورةٍ سالمةٍ آمنةٍ يعد أيضاً هدفاً مستقبلياً يرجى تحقيقه. وهنا يجب ملاحظة أن القدرة على توجيه الأحداث على المستوى النانوي الخلوي لها الكفاءة والقدرة على تحسين حياة المرضى الذين يعانون من أمراض الكلى.

## اطلع للمزيد
- تقنية النانو بالخيال العلمي
- مستشعر نانوي
- علم الأدوية الحيوية النانوية
- جين محوسب

## وصلات خارجية
- تأثير تقانة النانو على العلوم الطبية الحيوية
- تطبيقات الجسيمات النانوية في مجالي الأحياء والطب
- برنامج التقانة الأأوروبي على الطب النانوي
- NCN تعليمي: آلات النانو في مجالي الأحياء والطب
- NCN أدوات محاكاة بحثية: آلات النانو في مجالي الأحياء والطب

### دوريات
- مجلة الطب النانوي
- مجلة التقانة النانوية الطبية الحيوية
- طب النانو: تقانة نانوية، علم الأحياء والطب
- التحكم الحيوي الدقيق القئم على الضغط والتدفق، مجلة مفتوحة المصدر يراجعها الأأقران وينشرها المعهد الأمريكي لعلوم الفيزياء